# حميد الزين
حميد الزين عداء ألعاب قوى مغربي، ولد يوم 5 أكتوبر 1983 بأيت علي، و هو متخصص في سباقات المسافات الطويلة وخصوصا 3000 متر موانع. هو الأخ الأصغر للعداء علي الزين.

## سيرته الرياضية
كانت بدايات حميد الزين في مسافة 5000 متر حيث حل في المرتبة 12 في بطولة العالم للشباب في 2002. اختص بعد ذلك في سباق 3000 متر موانع وتظل أحسن انجازاته في هذا الاختصاص ذهبية الألعاب الفرانكوفونية 2005 و فضية الألعاب العربية 2011.

سنة 2007 تم تصنيفه من طرف الاتحاد الدولي لألعاب القوى ضمن لائحة أحسن الطفرات الاحصائية للأرقام الشخصية في مسافة 3000 متر موانع (في نفس السنة حسن حميد رقمه ب 10 ثوان من 8:19 إلى 8:09).

سنة 2009 رفض حميد الزين الامتثال لفحص منشطات ليتم توقيفه سنتين (من مارس 2009 إلى مارس 2011) من طرف الاتحاد الدولي.

إضافة ل 3000 متر موانع شارك حميد الزين في بطولة العالم للعدو الريفي سنتي 2004 و2006 و أحسن انجازاته في هذا الاختصاص هو ميدالية برونزية في الفرق رفقة المنتخب المغربي في نسخة 2006.

## إنجازاته
| المنافسة                   | السنة | المسابقة           | التوقيت  | الرتبة                    |
| -------------------------- | ----- | ------------------ | -------- | ------------------------- |
| بطولة العالم للشباب        | 2002  | 5000 متر           | 14:28.68 | 12                        |
| ألعاب أولمبية صيفية        | 2012  | 3000 متر موانع     | 8:24.90  | 7                         |
| بطولة العالم لألعاب القوى  | 2011  | 3000 متر موانع     | 8:21.97  | 9                         |
| ألعاب أولمبية صيفية        | 2008  | 3000 متر موانع     | 8:27.45  | 6 أقصي في الدور التمهيدي  |
| بطولة العالم لألعاب القوى  | 2007  | 3000 متر موانع     | 8:45.22  | 11                        |
| بطولة أفريقيا لألعاب القوى | 2006  | 3000 متر موانع     | 8:46.45  | 5                         |
| بطولة العالم لألعاب القوى  | 2005  | 3000 متر موانع     | 8:27.07  | 11 أقصي في الدور التمهيدي |
| بطولة أفريقيا لألعاب القوى | 2004  | 3000 متر موانع     | 8:32.14  | 4                         |
| بطولة العالم للعدو الريفي  | 2006  | العدو الريفي       | 11:19    | 21                        |
| بطولة العالم للعدو الريفي  | 2006  | العدو الريفي (فرق) | 53       | 3                         |
| بطولة العالم للعدو الريفي  | 2005  | العدو الريفي       | 12:29    | 41                        |
| بطولة العالم للعدو الريفي  | 2004  | العدو الريفي       | 12:11    | 30                        |
| بطولة العالم للعدو الريفي  | 2004  | العدو الريفي (فرق) | 119      | 5                         |
| الألعاب الفرانكوفونية      | 2005  | 3000 متر موانع     | 8:52.73  | 1                         |
| الألعاب العربية            | 2011  | 3000 متر موانع     | 8:38.37  | 2                         |

## أرقام شخصية
| المسابقة       | الرقم   | المكان | السنة |
| -------------- | ------- | ------ | ----- |
| 3000 متر       | 7:54.65 | طنجة   | 2011  |
| 3000 متر موانع | 8:09.72 | أثينا  | 2007  |
| 5000 متر       | 14:00.6 | الرباط | 2002  |

## وصلات خارجية
- نبذة عن حميد الزين  على موقع الاتحاد الدولي لألعاب القوى
- تاريخ نتائج منافسات ألعاب القوى في الألعاب الفرانكوفونية
- نتائج بطولة العالم للعدو الريفي لسنة 2004
- نتائج بطولة العالم للعدو الريفي لسنة 2006
- حميد الزين على موقع الاتحاد الدولي لألعاب القوى (الإنجليزية)
- حميد الزين على موقع الدوري الماسي (الإنجليزية)
- حميد الزين على موقع رابطة إحصائيات سباق الطريق (الإنجليزية)
- حميد الزين على موقع اللجنة الأولمبية الدولية (الإنجليزية)
- حميد الزين على موقع أوليمبيديا (الإنجليزية)
- حميد الزين على موقع اللجنة الأولمبية المغربية (الفرنسية)